# Спирин, Борис Николаевич
Борис Николаевич Спирин (3 декабря 1970, Москва, СССР) — советский и российский футболист, нападающий и полузащитник.

## Биография
Воспитанник футбольной школы московского «Динамо». В 1988—1990 годах провёл 83 матча и забил 10 голов за команду «Динамо-2» во второй лиге, в 1990 году также сыграл 14 матчей и забил два гола в первенстве дублёров.
В 1991 году сыграл два матча в независимом чемпионате Грузии за «Колхети» (Хоби), а также выступал за «Прометей» (Люберцы).
В 1992 году перешёл в тюменский «Динамо-Газовик». Дебютный матч в высшей лиге России сыграл в первом туре, 29 марта 1992 года против камышинского «Текстильщика», выйдя на замену на 78-й минуте вместо Игоря Ремизова. Всего за тюменский клуб провёл 11 матчей в чемпионате страны и одну игру в Кубке России и уже в августе покинул команду.
В дальнейшем выступал за рыбинский «Вымпел», бангладешский «Бразерс Юнион», московский «Асмарал», астраханский «Волгарь». Профессиональную карьеру завершил в 25-летнем возрасте, после этого играл за любительские клубы Подмосковья.